# 新達信託
新達房地產投資信託基金，簡稱新達信託（英語：SUNTEC REAL ESTATE INVESTMENT TRUST，SGX：T82U），在2004年，由香港長江實業（集團）有限公司、新達城發展有限公司，以及ARA資產管理有限公司組成一家房地產信託基金。
主要投资在各類產業，包括新達城、新達城辦工大樓、新达新加坡国际会展中心、贊美，以及柏丽广场。總部位於新達城4座1602-05室 。總裁為Yeo See Kiat，主席為趙國雄。
股份在2004年12月9日於新加坡交易所主板上市。招股價為1新加坡元，發行股份為722,000,000股，集資額為722,000,000新加坡元。

## 連結
- SuntecREIT.com （页面存档备份，存于）